# Identificazione delle vittime di disastri
L'identificazione delle vittime di disastri è un'attività di polizia tendente al riconoscimento delle salme di persone morte in gran numero in occasione di disastri, calamità o altre nefaste circostanze. Internazionalmente questa attività è nota con la sigla DVI, corrispondente a Disaster Victim Identification (di medesimo significato in lingua inglese). Questi nomi possono talvolta identificare anche reparti (ma più spesso solo squadre operative), in genere organici a forze di polizia, specializzati per questa funzione.
L'elemento che attribuisce competenza esclusiva a queste attività o a questi reparti è l'elevato numero di vittime contemporanee.
L'Interpol ha emanato raccomandazioni per l'istituzione di gruppi specialistici con funzioni di D.V.I. a livello nazionale, per collaborare sul luogo di catastrofi con gli esperti del paese d'origine delle vittime nel lavoro di identificazione.
Diversi eventi catastrofici avvenuti negli scorsi anni, ad esempio lo Tsunami che colpì l'Oceano Indiano, hanno mostrato l'utilità dell'impiego di unità specialistiche con alle spalle una struttura organizzativa ed un'esperienza specializzate. Il maremoto del 26 dicembre 2004 nel Sud-Est Asiatico con oltre 220.000 vittime accertate, ha insegnato a tutto il Mondo che il processo di identificazione non poteva più sottostare alle diverse modalità di approccio e gestione dei 32 Paesi coinvolti, poiché si sarebbero dovute processare più volte tutte le vittime, non conoscendone – prima della identificazione - la loro nazionalità. Non era, infatti, pensabile duplicare gli accertamenti autoptici per ciascuna squadra presente sullo scenario. Inoltre l’elevato numero di vittime imponeva un lavoro di squadra multinazionale. Si è, quindi, compresa l’importanza di utilizzare un unico linguaggio tecnico-forense e una sola modulistica allo scopo di raccogliere, trasmettere e comparare di tutti i dati Ante Mortem e Post Mortem raccolti. L’Interpol e le linee guida per l’identificazione delle vittime di un disastro (DVI Disaster Victim Identification) e il software dedicato “Plassdata” sono stati determinanti per raggiungere un approccio omogeneo sulla gestione e identificazione delle vittime.
Fra i problemi che si presentano nell'espletamento di queste attività, occorre tener conto delle possibili implicazioni delle credenze religiose delle vittime (e dei loro familiari): alcuni credo, infatti, impongono ai rispettivi fedeli ritualità o altre condotte di potenziale influenza sulla gestione dei cadaveri, a volte in contrasto, o comunque a complicazione, del disbrigo delle attività. Altri aspetti problematici specifici riguardano le possibili difficoltà psicologiche ed il conseguente livello di stress cui sono sottoposti gli operatori, che si troveranno a lavorare in condizioni il più delle volte di opprimente straordinarietà.
Sotto il profilo tecnico l’Italia ha istituito nel 2006 il Gruppo di Missione DVI con decreto del Capo della Polizia di Stato e dal febbraio 2003 è operativo il Nucleo Identificazione Vittime di Disastri nell’Arma dei Carabinieri. Tuttavia le squadre DVI, pur annoverando tecnici, medici legali e biologici molto preparati, non prevede l’impiego di odontoiatri esperti in odontologia forense e in DVI. L’impiego di odontoiatri forensi è previsto anche nelle procedure NATO in teatri operativi dallo STANAGA2464 che ha integrato la modulistica Interpol. Per questo motivo è stata costituita il 19 aprile 2016 dal dr. Emilio Nuzzolese (odontoiatra esperto internazionale di odontologia forense) l'organizzazione di volontariato di protezione civile "Dental Team DVI Italia" che mette a disposizione odontoiatri volontari per integrare i rilievi post mortem attraverso l'autopsia orale e la radiologia dentale. Il metodo odontologico-forense è, infatti, da solo in grado di raggiungere oltre il 70% della identificazione positiva dei “corpi senza nome” e delle vittime di un disastro e tutte le squadre identificative (DVI Team) dei vari Paesi del Mondo prevedono - oramai da molti anni - anche l’impiego di odontoiatri oltre i membri permanenti della Polizia. 
L'esigenza di impiegare l'odontologia forense anche quale strumento umanitario di tutela dei diritti umani, ha portato alla costituzione, nel 2015, sempre su stimolo e proposta di Emilio Nuzzolese, di un gruppo internazionale di esperti in odontologia forense chiamato Forensic Odontology for Human Rights, che annovera 33 esperti [dato aggiornato a luglio 2016] provenienti da 15 Paesi (Arabia Saudita, Australia, Canada, Croazia, Brasile, Francia, Hong Kong, India, Israele, Italia, Spagna, Svezia, Ungheria, Thailandia, USA)